# 大築紅葉
大築 紅葉（おおつき くれは、1983年（昭和58年）10月16日 - ）は、日本の政治家。立憲民主党所属の衆議院議員（2期）。
YouTubeの公式チャンネル名や公式サイトなどでは「おおつきくれは」の表記を用いており、Xのアカウント名や衆議院議員としては「おおつき紅葉」の表記で登録している。

## 来歴
北海道小樽市出身。小樽市立幸小学校、小樽市立長橋中学校、北海道小樽潮陵高校卒業。高校卒業後、イギリスへ留学し、バーミンガムシティ大学でジャーナリズムを学んだ。帰国後はフジテレビに入社し、報道局政治部の記者として野党キャップを務めた。また、フジテレビ在職中に2児を出産しており、2024年時点では2児ともに小学生であると明かしている。
2021年6月、立憲民主党の「性犯罪刑法改正に関するワーキングチーム」において北海道4区衆院議員だった本多平直が不適切発言があったことが判明し、翌月本多は議員辞職した。本多の辞職・不出馬表明(なお、本多は2024年の第50回衆議院議員総選挙で比例東京ブロックより出馬)に伴い、同年8月16日、大築は記者会見し、北海道4区から立憲民主党公認での立候補を表明した。10月13日、共産党は立憲民主党と競合する選挙区での候補者取り下げを発表。その中には北海道4区も含まれ、野党は大築に候補者を一本化し、社民党道連合も大築の支持を決定した。
同年10月31日、第49回衆議院議員総選挙執行。自由民主党現職の中村裕之に696票差で選挙区で敗れたが、重複立候補していた比例北海道ブロックで初当選した。
枝野幸男代表の辞任に伴う2021年立憲民主党代表選挙（11月30日実施）では逢坂誠二の推薦人に名を連ねた。
2023年1月に国会内で開かれた衆院本会議で代表質問に立った。この際、大築は記者時代に政治家から「子育て中の女性を担当記者にするなんて、うちを軽視している」と言われた経験を披露し、「古くさい考えの政治家が国の政策を決めるから、女性が活躍できないのではないか」などと語った。立憲民主党が当選１回の若手議員を代表質問に起用するのは大築が初めてのことで、大築を抜擢した意図について、代表の泉健太は「自民党は毎度、毎度、幹事長ですから。立憲は党内の若手もですね、どんどん積極的に登用する。その姿勢を示せたんじゃないかなと思います」と明かした。
2024年9月23日に実施された代表選挙では枝野幸男の推薦人に名を連ねた。なお、枝野を推薦した理由について、大築は政治部記者時代に妊娠した際、枝野が歩調を合わせて取材に応じた気遣いに感銘を受けたことを挙げた。
同年10月27日の第50回衆議院議員総選挙において、日本共産党も北海道4区に候補者を擁立し、野党共闘の実現には至らなかったが、政治資金パーティー収入の裏金問題に付随する自民党への「政治とカネ」の問題から、中村裕之を7000票余り上回り、2選。なお、中村は惜敗率上位のため、比例復活となった。

## 政策・主張

### 憲法
- 憲法改正について、2021年のアンケートで「反対」と回答[21]。
- 憲法9条への自衛隊の明記について、2021年のアンケートで「反対」と回答[22]。
- 憲法を改正し緊急事態条項を設けることについて、2021年の毎日新聞社のアンケートで「反対」と回答[23]。

### 外交・安全保障
- 「他国からの攻撃が予想される場合には敵基地攻撃もためらうべきではない」との問題提起に対し、2021年のアンケートで「反対」と回答[21]。
- 「北朝鮮に対しては対話よりも圧力を優先すべきだ」との問題提起に対し、2021年のアンケートで「どちらと言えば賛成」と回答[21]。
- 普天間基地の辺野古移設について、2021年のアンケートで「反対」と回答[21]。

### ジェンダー
- 選択的夫婦別姓制度の導入について、2021年のアンケートで「賛成」と回答[21]。
- 同性婚を可能とする法改正について、2021年のアンケートで「賛成」と回答[22]。
- 「LGBTなど性的少数者をめぐる理解増進法案を早期に成立させるべきか」との問題提起に対し、2021年のアンケートで「賛成」と回答[21]。
- クオータ制の導入について、2021年のアンケートで「どちらかといえば賛成」と回答[22]。

### その他
- 森友学園への国有地売却をめぐる公文書改竄問題で、2021年5月6日、国は「赤木ファイル」の存在を認めたが[24]、5月13日、菅義偉首相は再調査しない考えを報道各社に示した[25]。後任の岸田文雄も同年10月11日、再調査を否定した[26]。国の対応をどう考えるかの問いに対し、2021年の毎日新聞社のアンケートで「さらに調査や説明をすべき」と回答[23]。
- 「原子力発電への依存度について今後どうするべきか」の問いに対し、2021年のアンケートで回答しなかった[22]。また、2024年のアンケートでは「段階的に廃炉し、将来的に原発を全廃する」という考えにやや近いと回答[27]。
- 新型コロナウイルス対策として、消費税率の一時的な引き下げは「必要」と回答[22]。
- 北海道で最優先で解決すべき課題について、2024年のアンケートで「北海道の食を守る農林水産業版戸別所得補償制度と6次化の支援。中小規模向けのICT化支援」と回答。また、これを達成する上での取組として、農林水産業版戸別所得補償制度では生産が赤字にならないよう経営の下支えを制度化と、6次化の支援では加工やブランド化で付加価値を高めるサポートと、中小規模向けのスマート農業・漁業への支援では海産物の養殖場・農機の自動運転導入など設備投資への支援と回答[28]。
- 労働者の解雇に関する規制を緩和することについて、2024年のアンケートで「やや反対」と回答[27]。
- 国内への外国人労働者受け入れについて、2024年のアンケートで「今より積極的に受け入れるべきだ」という考えにやや近いと回答[27]。
- ChatGPTなどの生成AIについて、2024年のアンケートで「作業効率化やイノベーション創出につながるため、規制は最小限にすべきだ」という考えにやや近いと回答[27]。
- JR総連から組織推薦候補として支援を受けている[29]。

## 人物
- 枝野幸男とは政治部記者時代より接点が多く、その他で尊敬する立憲民主党の政治家について、2023年のインタビューで「予算委員会で、すごく準備して、俊敏なやりとりをされていた」として、蓮舫の名前を挙げた。また、衆院本会議の代表質問後には「ポスト蓮舫」といった声も上がっている[30]。
- 一方、政治部記者時代においては政策には疎かったといった証言もあり、2023年のインタビューでは「去年1年間はあいさつ回りで必死で、今やっと登山の準備ができたくらいの状況であり、登る山が低いか高いかも、まだわからない状況」と、自身が趣味とする登山を例に現況を述べた[30]。
- 馬淵澄夫の番記者も務めており、インタビューの中で馬淵は大築の発信力に期待を寄せていると発言した[31]。
- 好きなゲーム・漫画・アニメとして、ゴールデンカムイを挙げている[32]。

## 所属する議員連盟
- お茶振興議員連盟[33]
- クリーニング業を振興する議員連盟[34]

## 選挙歴
| 当落 | 選挙                   | 執行日         | 選挙区      | 政党       | 得票数     | 得票率 | 定数 | 得票順位 /候補者数 | 政党内比例順位 /政党当選者数 |
| ---- | ---------------------- | -------------- | ----------- | ---------- | ---------- | ------ | ---- | ------------------ | ---------------------------- |
| 比当 | 第49回衆議院議員総選挙 | 2021年10月31日 | 北海道第4区 | 立憲民主党 | 10万8630票 | 49.84% | 1    | 2/2                | 1/3                          |
| 当   | 第50回衆議院議員総選挙 | 2024年10月27日 | 北海道第4区 | 立憲民主党 | 10万1484票 | 45.11% | 1    | 1/4                | /                            |